# Dysschema anadema
Dysschema anadema là một loài bướm đêm thuộc phân họ Arctiinae, họ Erebidae.